# Maxi Rodríguez
Pour les articles homonymes, voir Rodríguez.
Maximiliano Rubén Rodríguez, dit Maxi Rodríguez ou simplement Maxi, né le 2 janvier 1981 à Rosario en Argentine, est un footballeur international argentin. Il joue au poste d'ailier gauche ou de milieu offensif.

## Biographie

### En club
Né à Rosario en Argentine, Maxi Rodríguez est formé par le club local de Newell's Old Boys.
Lors de l'été 2005, Maxi Rodríguez rejoint l'Atlético Madrid, après une dernière saison avec l'Espanyol de Barcelone où il aura inscrit quinze buts en championnat. Le transfert est annoncé le 29 juin 2005.
Il joue son premier match pour l'Atletico le 28 août 2005, à l'occasion de la première journée de la saison 2005-2006 de Liga face au Real Saragosse. Il est titularisé ce jour-là, et les deux équipes se neutralisent (0-0 score final).
Le 13 janvier 2010, Maxi Rodríguez s'engage en faveur du Liverpool FC, où il signe un contrat de trois ans et demi.
Rodríguez marque son premier but pour Liverpool le 25 avril 2010, lors d'une rencontre de championnat face au Burnley FC. Il est titularisé et participe à la victoire de son équipe par quatre buts à zéro.
Le 31 octobre 2010, il se fait remarquer lors d'une rencontre de championnat face au Bolton Wanderers en marquant un but, le seul du match, ce qui permet à son équipe de s'imposer.
Le 13 juillet 2012, Maxi Rodríguez quitte Liverpool pour retourner en Argentine, s'engageant avec le club de ses débuts, le Newell's Old Boys.
En 2013, il est champion d'Argentine avec les Newell's Old Boys  et demi-finaliste de la Copa Libertadores en ayant perdu contre le futur vainqueur : l'Atlético Mineiro de Ronaldinho.

### En équipe nationale
Il débute en équipe nationale en 2003 en match amical contre le Japon. 
Lors de la Coupe du monde 2006 en Allemagne, il inscrit trois buts : un doublé contre la Serbie-et-Monténégro (victoire 6-0) et le but de la victoire contre le Mexique en 1/8 de finale (victoire 2-1). Il dispute tous les matchs en tant que titulaire. 
Il s'est gravement blessé (rupture du ligament croisé antérieur du genou gauche) au cours d'une rencontre amicale contre l'Espagne le 11 octobre 2006 et sera écarté des terrains pour au moins six mois.
Absent de la Copa América 2007, il est appelé par Diego Maradona pour la Coupe du monde 2010 en Afrique du Sud : quatre fois titulaire, il enchaîne les bonnes prestations. Cependant comme en 2006, l'Argentine perd en 1/4 de finale contre l'Allemagne.
Il inscrit un but contre le Paraguay en match éliminatoire de la Coupe du monde 2014 (victoire 5-2 le 10 septembre 2013). Il récidive le 16 octobre 2013 en inscrivant un doublé contre l'Uruguay lors de la dernière journée des matchs éliminatoires de la Coupe du monde 2014 (défaite 3-2).
Il est sélectionné pour la Coupe du monde 2014 au Brésil, sa troisième. Il marque un but lors du premier match de préparation contre le Trinité-et-Tobago le 5 juin 2014 (victoire 3-0). Il est titulaire pour le premier match de l'Argentine contre la Bosnie-Herzégovine mais sera remplacé à la mi-temps (victoire 2-1).

## Palmarès
- Vainqueur de la Coupe du monde de football des moins de 20 ans en 2000 avec l'Argentine.
- Vainqueur de la Carling Cup en 2012 avec le Liverpool FC.
- Champion d'Argentine en 2013 avec Newell's Old Boys
- Finaliste de la Coupe du monde de football en 2014 avec l'Argentine

## Distinction personnelle
- Récompensé par la FIFA pour avoir inscrit le « plus beau but de la Coupe du monde 2006 » lors du match Argentine - Mexique (2-1 a.p.) en huitièmes de finale : après une longue passe de Juan Pablo Sorín, Rodríguez, à l'entrée de la surface de réparation, enchaîna contrôle de la poitrine et reprise de volée croisée qui atterrit dans la lucarne droite du gardien mexicain.